# ببغاء لاينولاتد
ببغاء لاينولاتد (باللاتينية: Bolborhynchus lineola) (بالإنجليزية: Barred parakeet)‏ أو (بالإنجليزية: lineolated parakeet)‏ أو (بالإنجليزية: Catherine parakeet)‏ ، هو نوع ينتمي إلى بستاكيداي (فصيلة: Psittacidae) .

## معرض صور

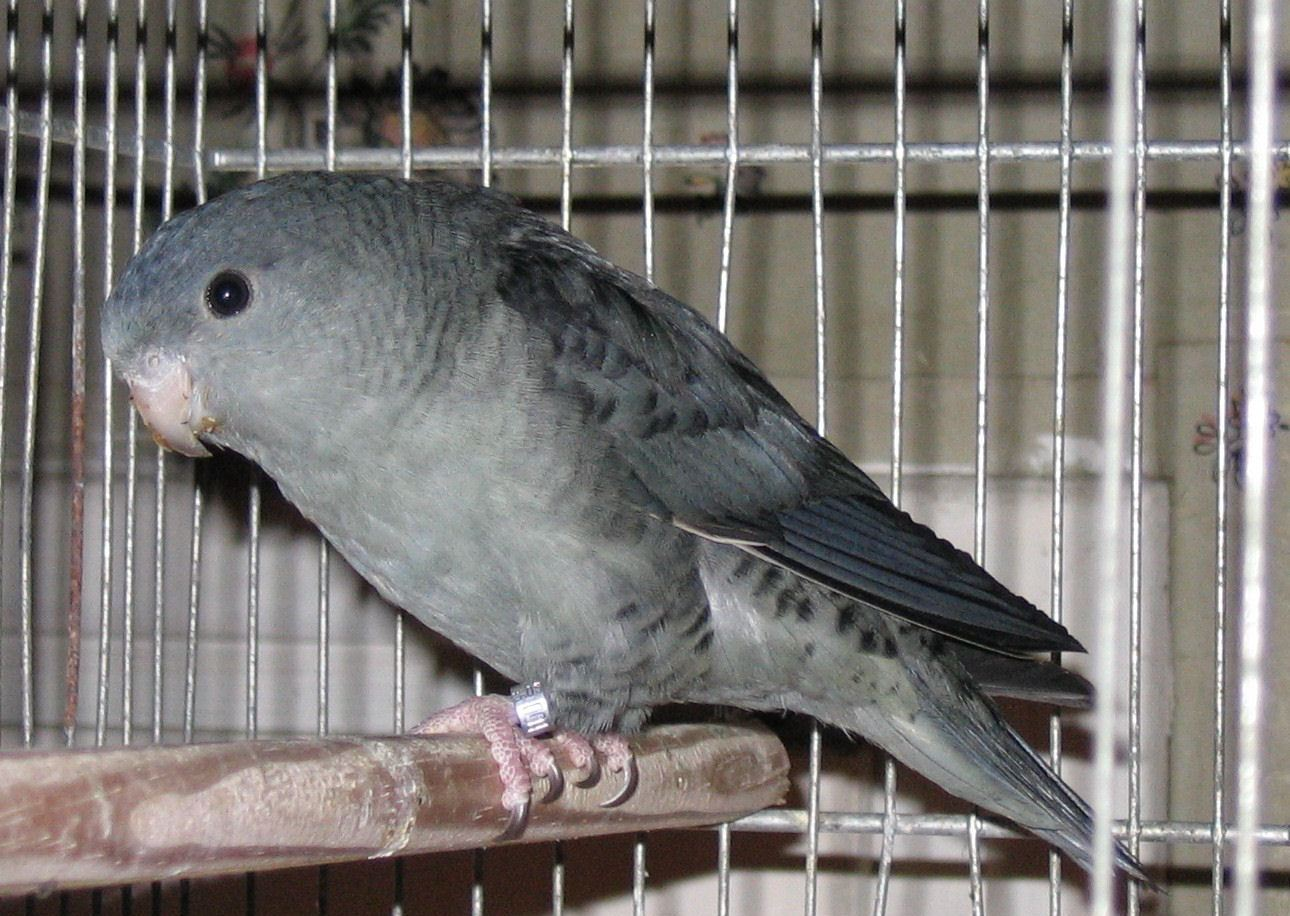
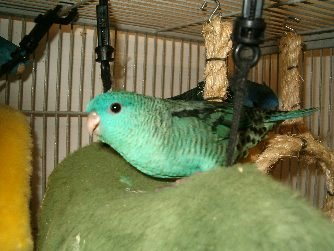
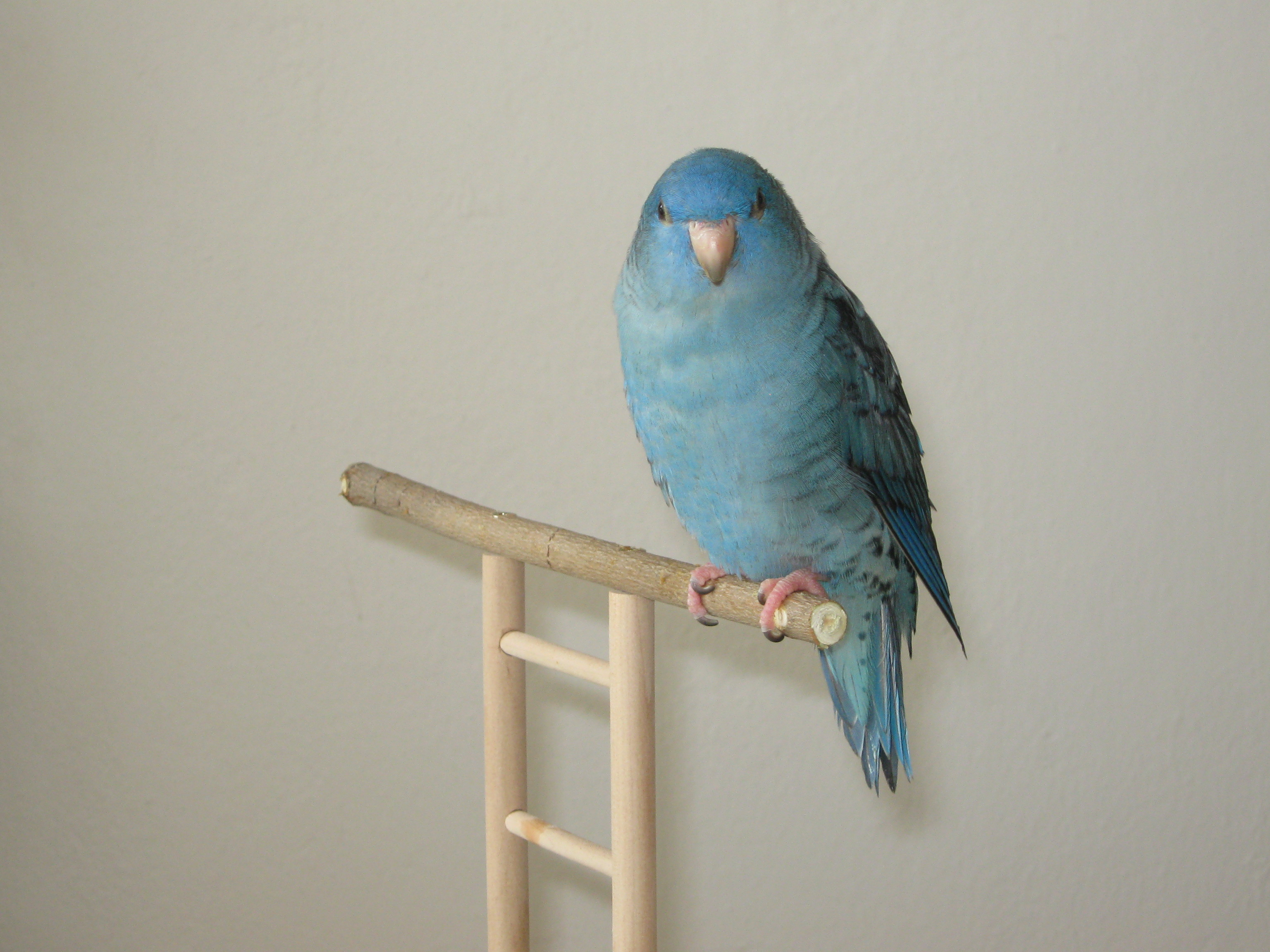